# Suore di Nostra Signora del Rifugio in Monte Calvario
Le Suore di Nostra Signora del Rifugio in Monte Calvario sono un istituto religioso femminile di diritto pontificio: i membri della congregazione, dette comunemente Brignoline, pospongono al loro nome la sigla N.S.R.M.C.

## Storia

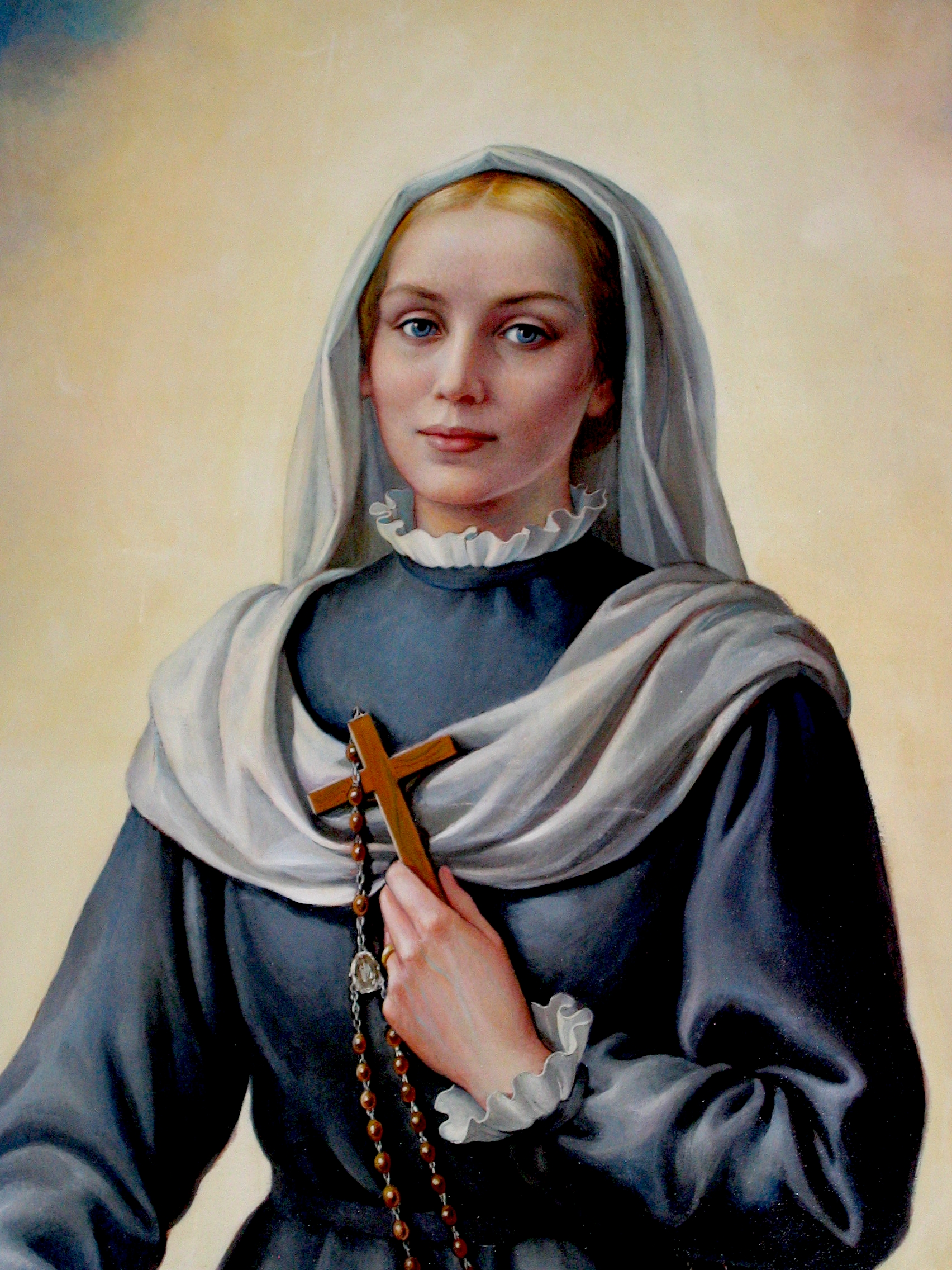
Virginia Centurione Bracelli, fondatrice della congregazione.

Nel 1630, in occasione di un'epidemia, Virginia Centurione Bracelli (1587-1651) raccolse un gruppo di orfane e trovò per loro una sede nell'ex convento dei frati minori del Monte Calvario a Genova: nel 1631 la Centurione Bracelli, per garantire educazione e assistenza alle giovani ospiti del cosiddetto "rifugio al Monte Calvario", fondò una congregazione di religiose che iniziarono a dedicarsi anche all'opera di riabilitazione delle ex prostitute e alla cura dei malati in lazzaretti e lebbrosari.
La congregazione venne approvata dal governo genovese, che accettò di finanziare l'opera delle religiose e nominò una commissione di quattro procuratori per amministrarne i beni. Negli anni successivi Emanuele Brignole, fondatore del Grande Albergo dei Poveri, affidò alla compagnia la direzione del suo istituto e chiese al sacerdote Antonio Terrarossa di redigere delle costituzioni per le suore, che presero il nome di "brignoline".
I procuratori, preoccupati soprattutto dell'efficienza degli ospedali genovesi, impedirono alle religiose di fondare filiali che non fossero nella città ligure e, quando consentirono loro di operare al di fuori di essa, lo fecero sempre per periodi di tempo limitato: nel 1827, per esempio, papa Leone XII affidò alle brignoline la direzione della pia casa di Santa Maria degli Angeli alle Terme di Roma; i procuratori, pochi anni dopo, ordinarono alle suore di tornare a Genova, costringendo papa Gregorio XVI a dichiarare le religiose romane autonome dalla congregazione genovese e dando inizio al nuovo istituto delle Figlie di Nostra Signora al Monte Calvario.
Le Suore di Nostra Signora del Rifugio in Monte Calvario ricevettero il pontificio decreto di lode il 25 marzo 1953 e le loro costituzioni vennero approvate definitivamente dalla Santa Sede il 7 ottobre 1964.
La fondatrice, beatificata nel 1985, nel 2003 è stata proclamata santa da papa Giovanni Paolo II.

## Attività e diffusione
Le suore della congregazione si dedicano all'assistenza morale e materiale agli ammalati negli ospedali e agli anziani e ai disabili in case di riposo; operano anche in scuole per l'infanzia.
Oltre che in Italia, le religiose sono presenti in Argentina, Brasile, Camerun, Cuba, El Salvador, Filippine, Guatemala, Israele, Nicaragua e Polonia; la sede generalizia è a Marassi, Genova.
Al 31 dicembre 2008 la congregazione contava 191 religiose in 40 case.